# Sobór Trójcy Świętej w Jakucku
Sobór Trójcy Świętej (ros. Свято-Троицкий собор) – prawosławny sobór w Jakucku, historyczna katedra eparchii jakuckiej. Pełnił funkcje sakralne od poświęcenia w 1728 r. do zamknięcia w r. 1929. Pozostaje w ruinie.

## Historia
Cerkiew została wzniesiona w latach 1708-1728. Jest to najstarszy zachowany murowany budynek w Jakucku. Ikony dla świątyni napisał irkucki ikonograf Murzin. W połowie XIX w. świątynię wyremontowano, gdyż na ścianie jej prezbiterium pojawiły się pęknięcia, a cały budynek groził zawaleniem. Po utworzeniu w II poł. XIX w. eparchii jakuckiej została jej katedrą. W świątyni tej odprawiono pierwsze nabożeństwo prawosławne w języku jakuckim, co wydarzyło się w 1859 r. Na początku XX w. sobór był ponownie remontowany, gdyż po raz kolejny pojawiło się zagrożenie jego zawalenia.
Cerkiew została zamknięta przez władze radzieckie w 1929 r. Ostatnim proboszczem miejscowej parafii był archimandryta Serafin (Winokurow), który w roku następnym został rozstrzelany, w toku radzieckich prześladowań antyreligijnych. Budynek zaadaptowano na teatr. Cerkiewna dzwonnica została zniszczona, a na jej miejscu powstał budynek mieszkalny. Do głównej bryły budynku dostawiono dobudówki, zacierając pierwotny wygląd obiektu. W 1976 r. budynek uznano za zabytek. W latach 90. XX wieku w obiekcie działało kasyno i restauracja.
W 2014 r. zrujnowany obiekt zwrócono eparchii jakuckiej i rozpoczęto jego remont.

## Architektura
Cerkiew była budowlą trójdzielną, orientowaną, zwieńczoną dziewięcioma kopułami (pięć nad nawą i po dwie nad ołtarzami bocznymi). Dzwonnica świątyni była budowlą wolnostojącą, dominującą rozmiarami nad całym kompleksem. 